# 易北河
易北河（發音：[ˈɛlbə] ⓘ，發音：[ˈwɔbʲɔ]），又称拉贝河（發音：[ˈlabɛ] ⓘ），发源于捷克和波兰交接的苏台德山脉，向南进入捷克，再流成一个弧形转向西北流入德国，经汉堡流入北海，是中欧地区的主要航运河道。
易北河从河源到德国的德累斯顿为上游，在山地中河流湍急，由许多小支流汇合而成，在接近德捷边境时河宽达140米，然后穿越一个狭窄的峡谷进入德国的平原地区。河宽达430米，到了汉堡以下为下游，河流宽达14.5公里，海轮可以经过宽阔的河道航行109公里直接到达汉堡，通过中德运河向西到达魯爾工業區，向东到达柏林。700吨的货轮可以上溯到捷克，较小的船可以经由其支流到达布拉格。
易北河的年平均流量变化较大，1926年到1965年期间，最大流量达3617秒立方米，最小只有145秒立方米，因此给航运带来一定的不利影响。由于下游水位低，海潮可以直接到达汉堡，当有风暴时，洪水可以淹没汉堡部分市区。易北河的沿岸分布着许多欧洲重要的城市。
古罗马帝国称易北河为“阿尔比斯河”（Albis），他们试图征服易北河流域但没有成功。中世纪早期时，易北河是查理曼帝國跟之後的東法蘭克王國的东部边界，直到建立神聖羅馬帝國的薩克森王朝的奧托大帝，征服現在的布蘭登堡附近的斯拉夫人（索布人）以後，才把神聖羅馬帝國的東部邊界，從原來的易北河推進到現今的德國波蘭邊界奧得河。第二次世界大战末期，东线苏联军队包圍柏林后，在易北河和西线美英联军会师。

## 图集

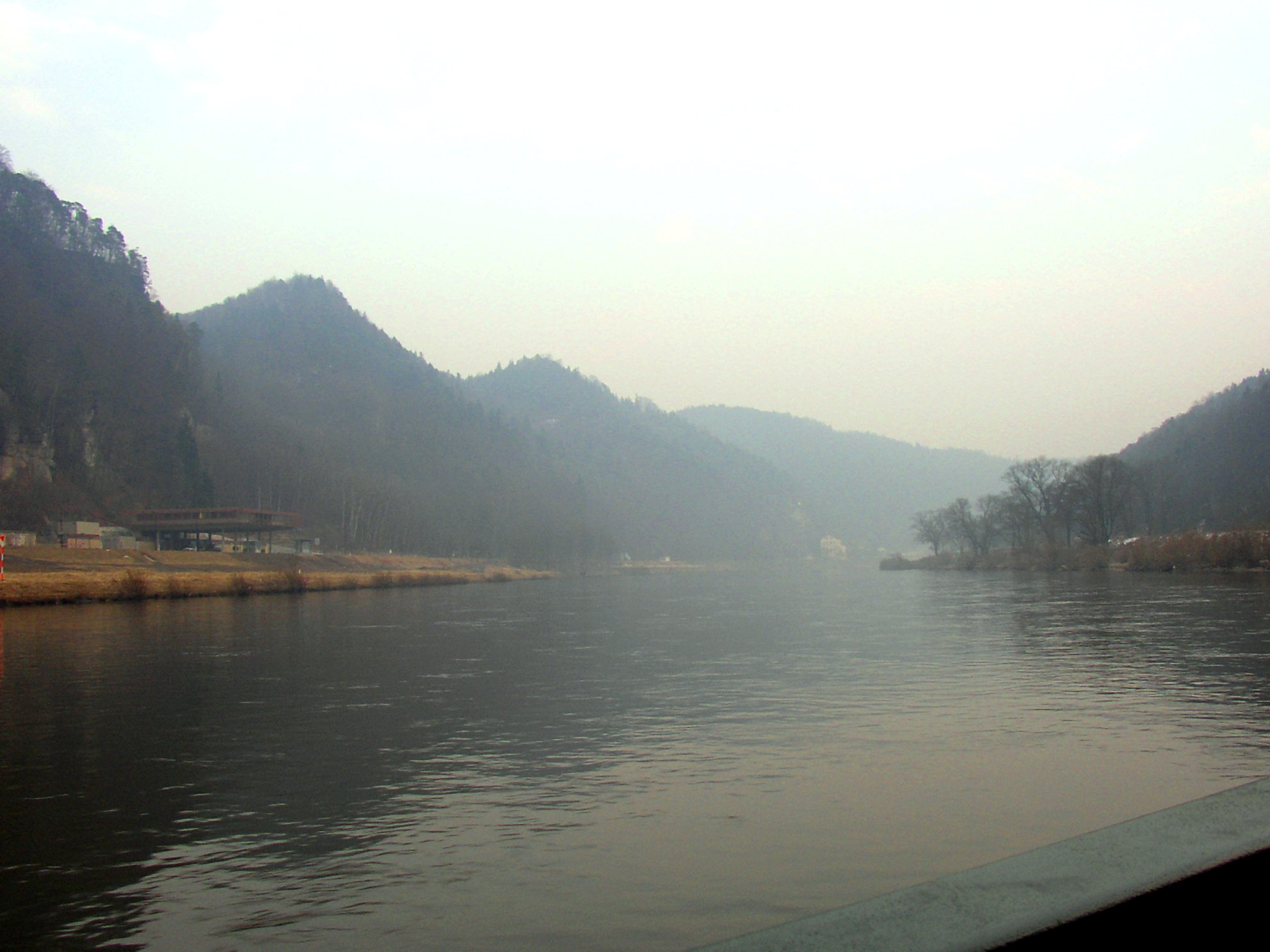
易北河穿越德捷边境
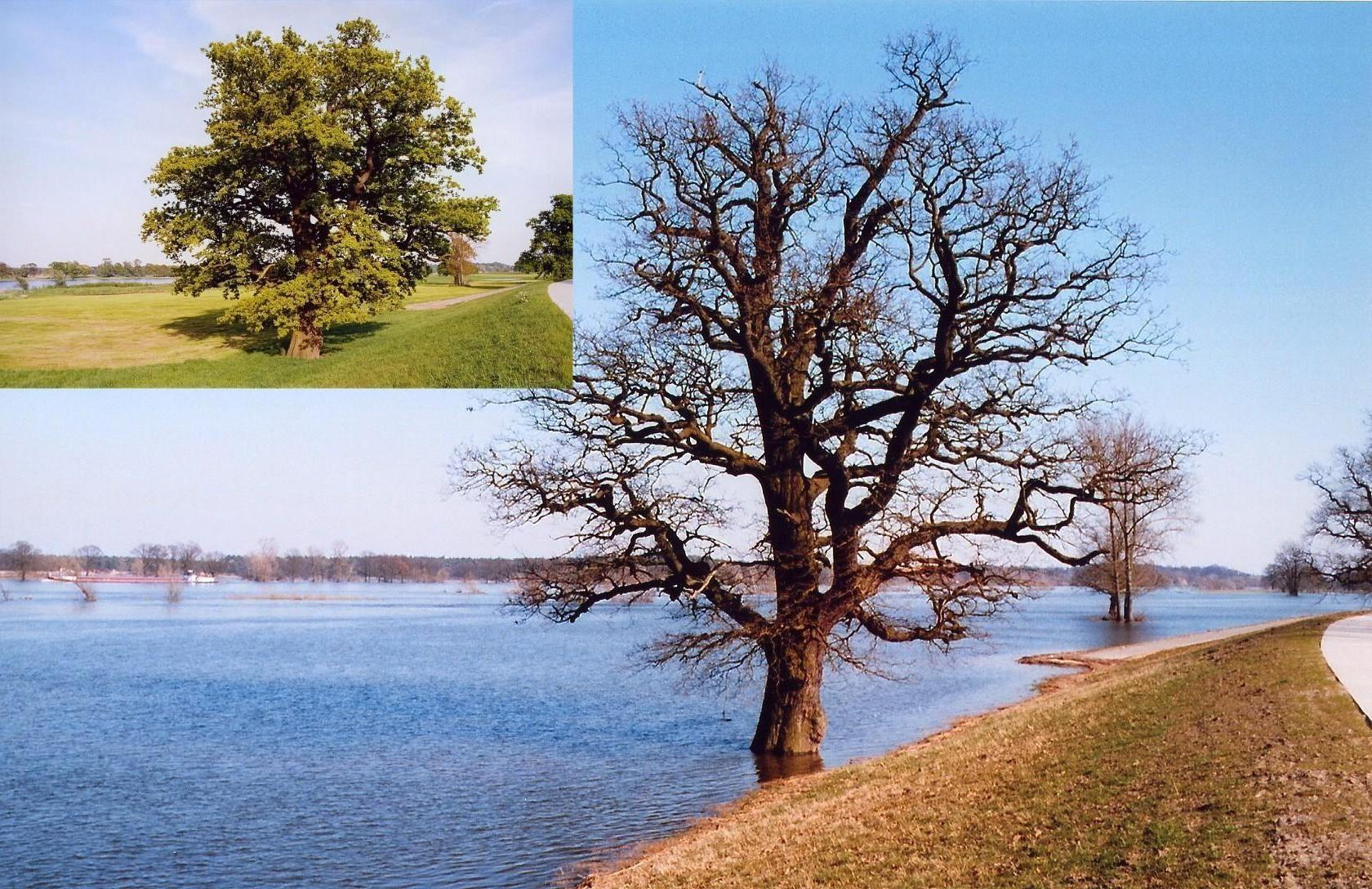
易北河水位变化
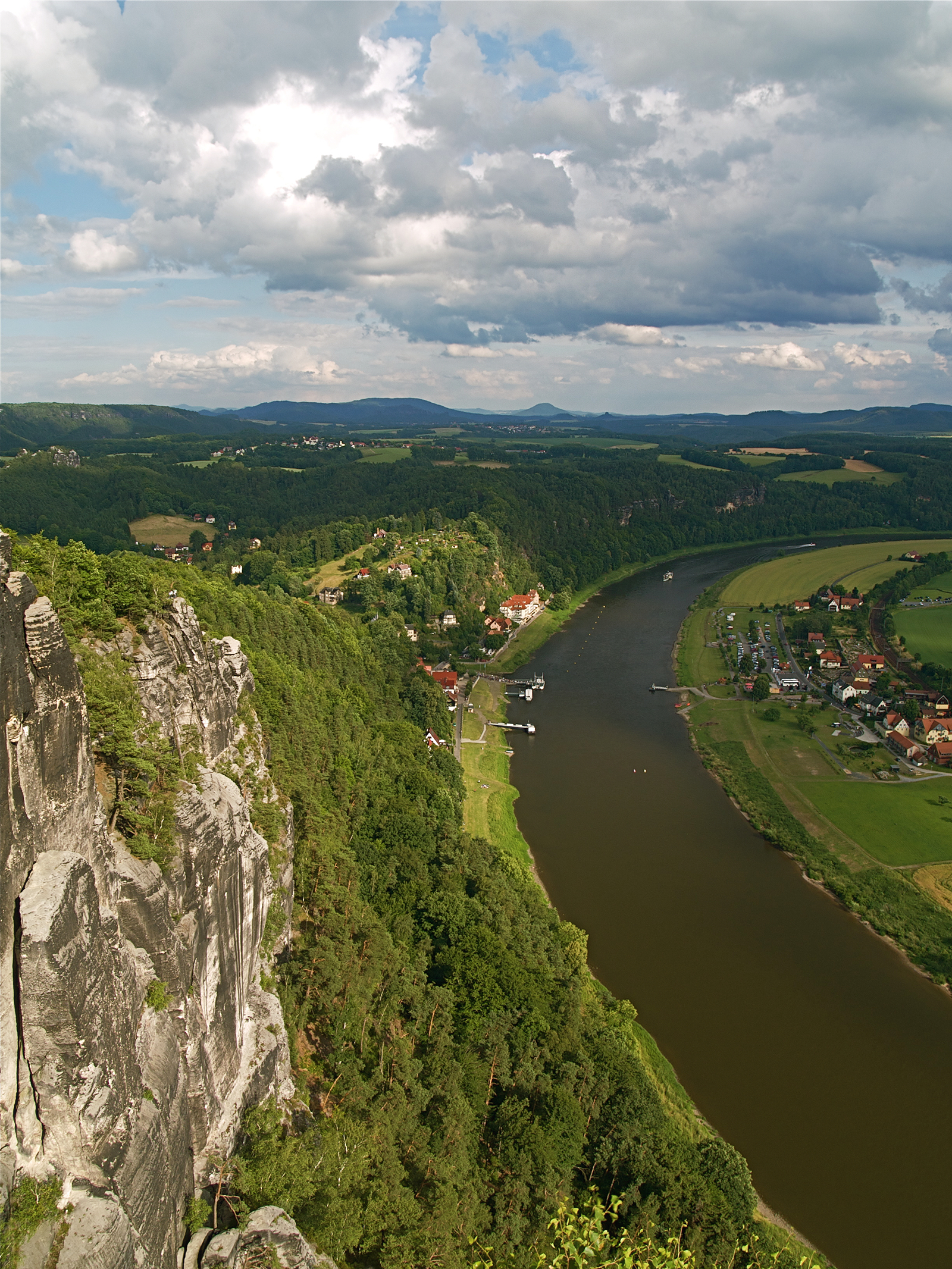
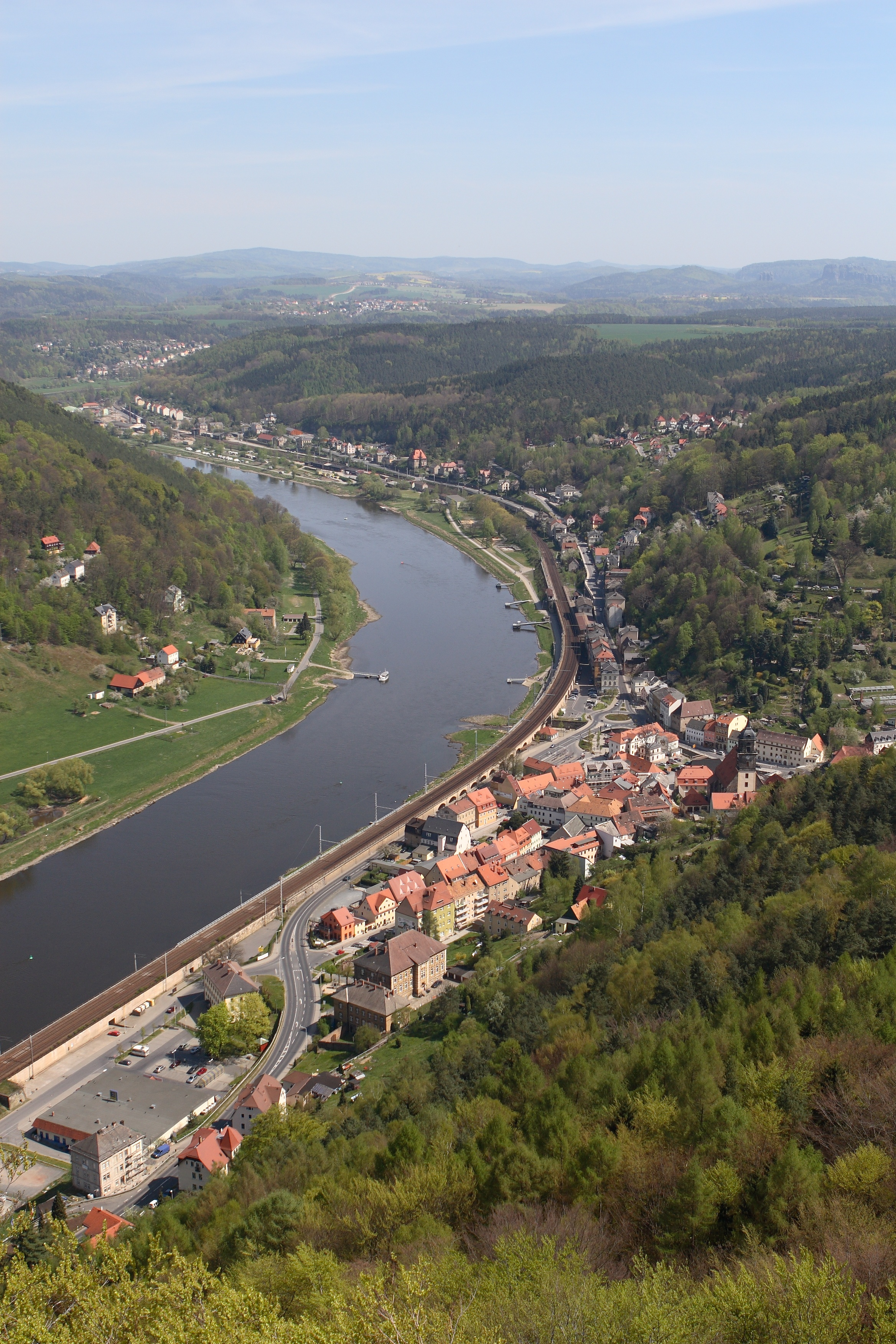
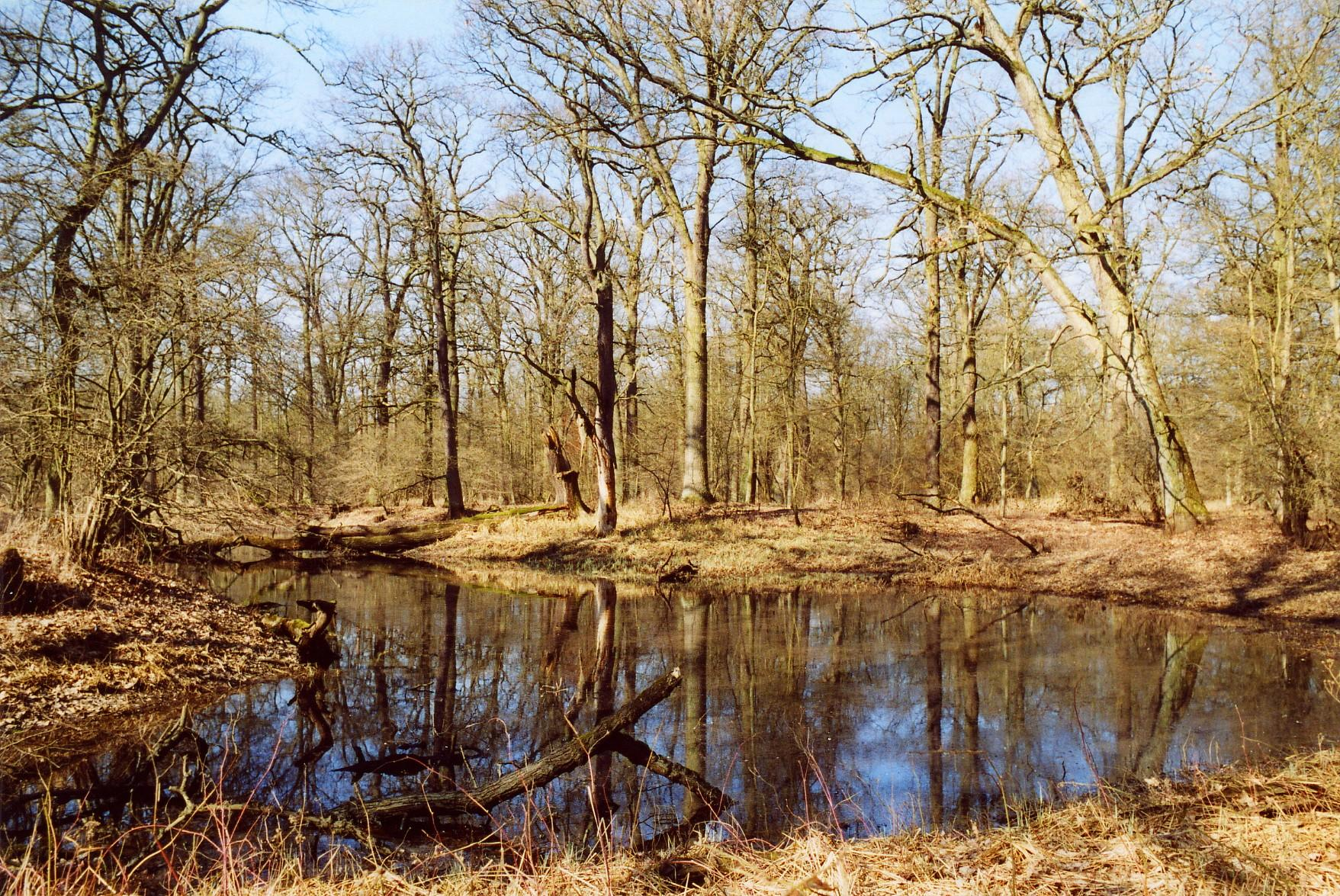
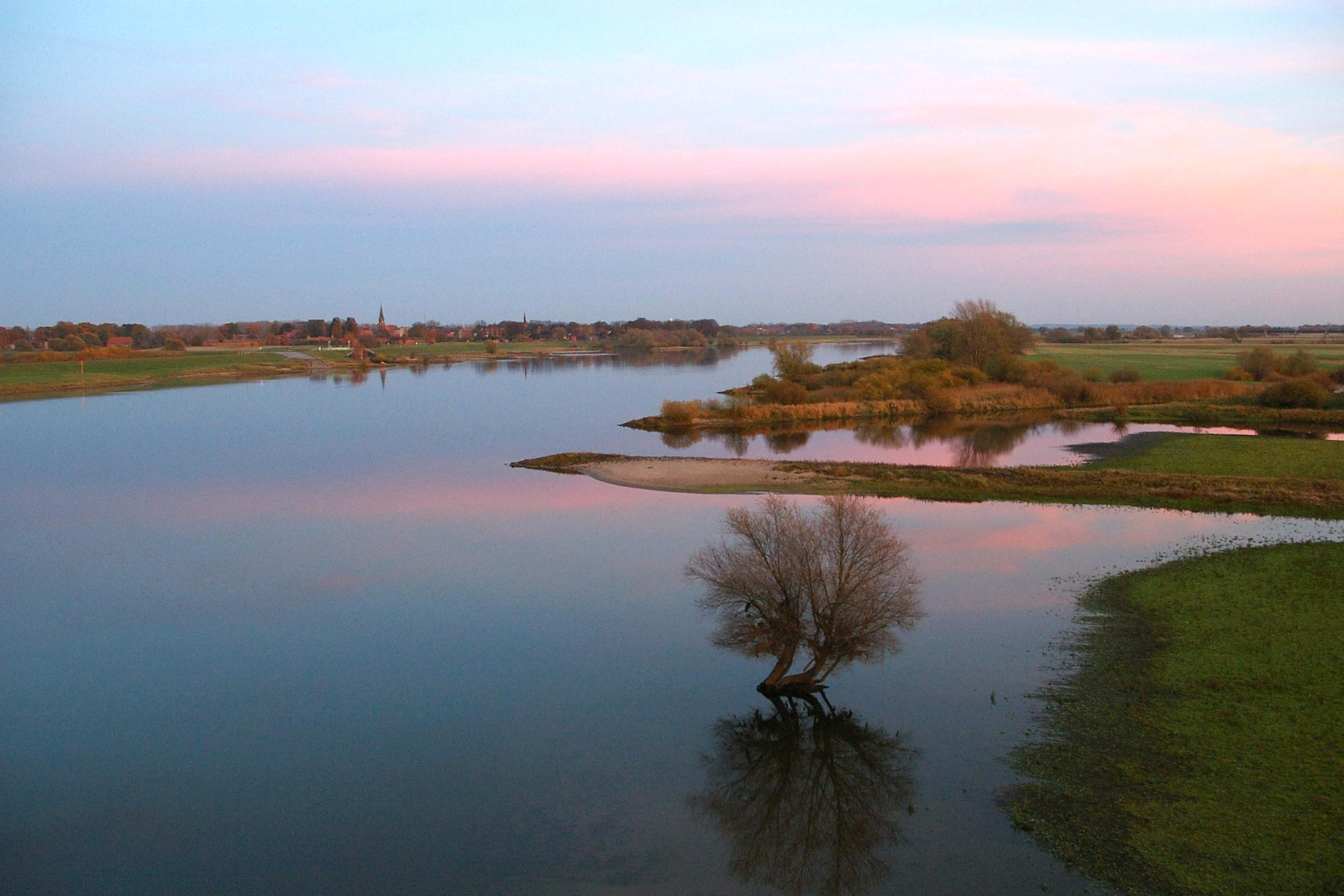
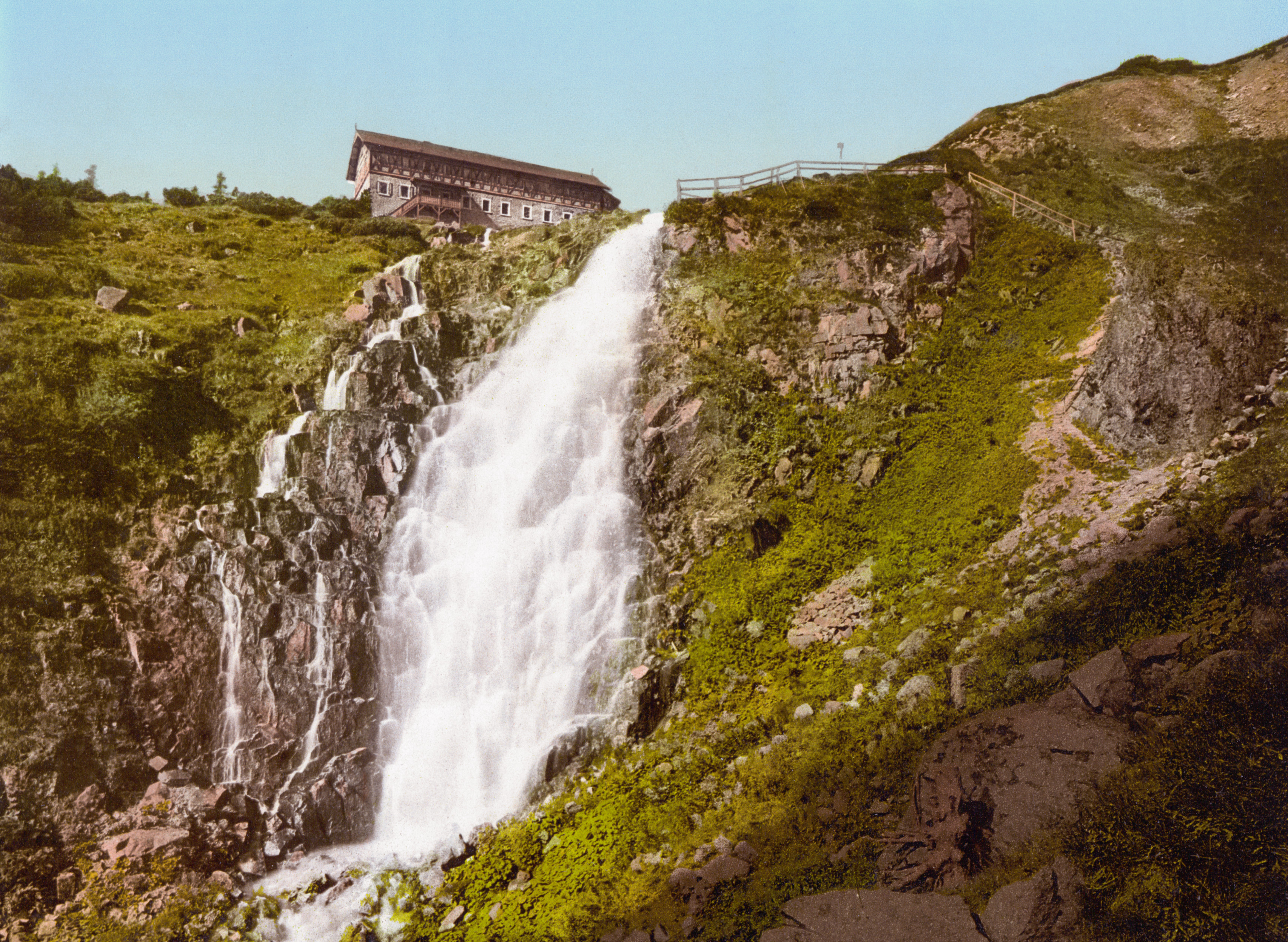